# Districtul Vsetín
Districtul Vsetín (în cehă Okres Vsetín) este unul din cele patru districte (okres) ale regiunii Zlín (Zlínský kraj) din Republica Cehă. Capitala sa este orașul omonim, Vsetín.

## Lista completă a municipalităților
Cu litere îngroșate sunt marcate localitățile urbane.
Branky • Bystřička • Dolní Bečva • Francova Lhota • Halenkov • Horní Bečva • Horní Lideč • Hošťálková • Hovězí • Huslenky • Hutisko-Solanec • Choryně • Jablůnka • Janová • Jarcová • Karolinka • Kateřinice • Kelč • Kladeruby • Krhová • Kunovice • Lačnov • Leskovec • Lešná • Lhota u Vsetína • Lidečko • Liptál • Loučka • Lužná • Malá Bystřice • Mikulůvka • Nový Hrozenkov • Oznice • Podolí • Police • Poličná • Pozděchov • Prlov • Prostřední Bečva • Pržno • Ratiboř • Rožnov pod Radhoštěm • Růžďka • Seninka • Střelná • Střítež nad Bečvou • Ústí • Valašská Bystřice • Valašská Polanka • Valašská Senice • Valašské Meziříčí • Velká Lhota • Velké Karlovice • Vidče • Vigantice • Vsetín • Zašová • Zděchov • Zubří

## Demografie

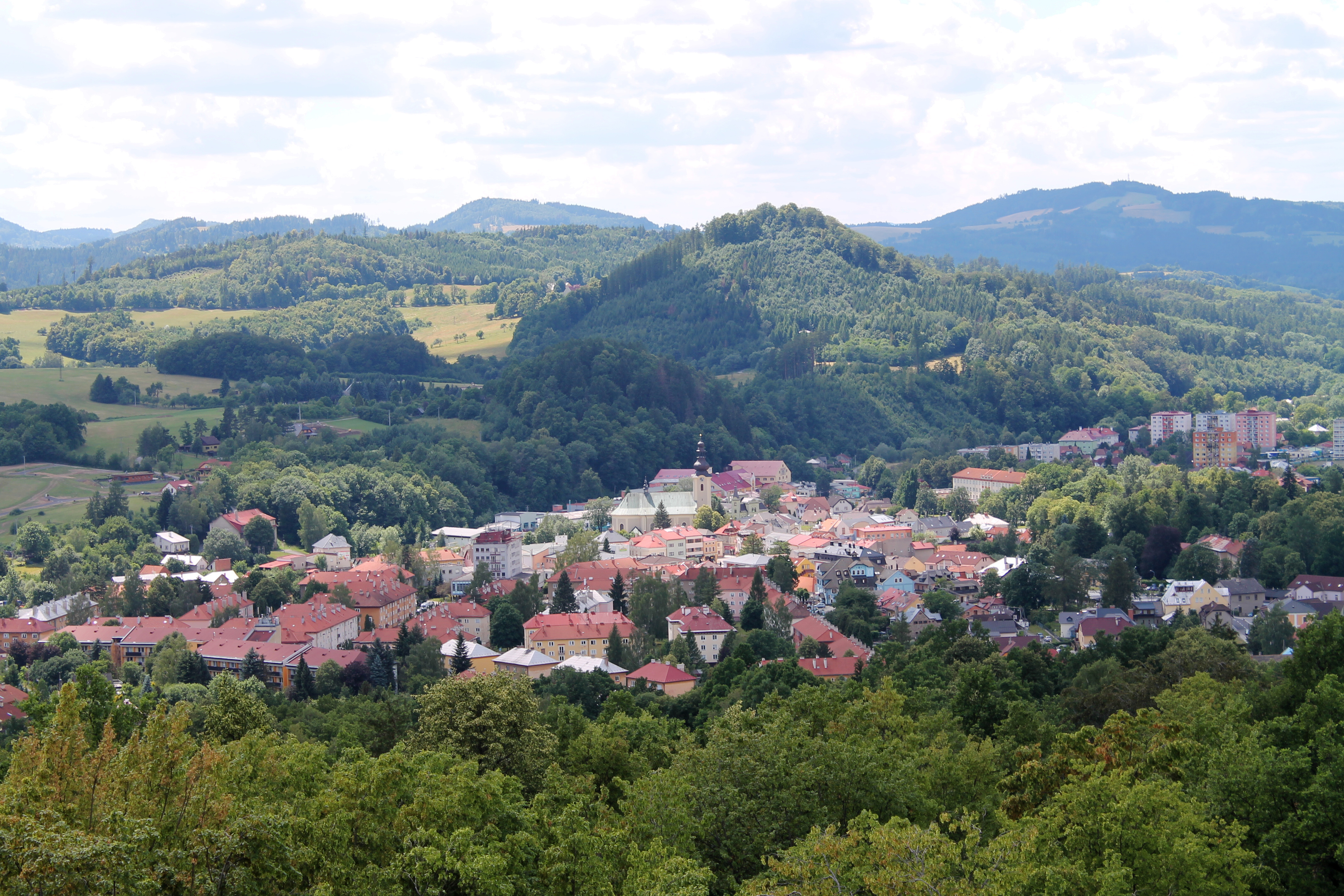
Rožnov pod Radhoštěm

| Nume                 | Populație | Suprafață (km2) |
| -------------------- | --------- | --------------- |
| Vsetín               | 25.255    | 58              |
| Valašské Meziříčí    | 22.833    | 35              |
| Rožnov pod Radhoštěm | 16.151    | 39              |
| Zubří                | 5.549     | 28              |
| Zašová               | 3.084     | 23              |
| Kelč                 | 2.686     | 28              |
| Nový Hrozenkov       | 2.512     | 43              |
| Horní Bečva          | 2.438     | 42              |
| Karolinka            | 2.409     | 42              |
| Halenkov             | 2.383     | 42              |